# Breakfast at Tiffany's (film)

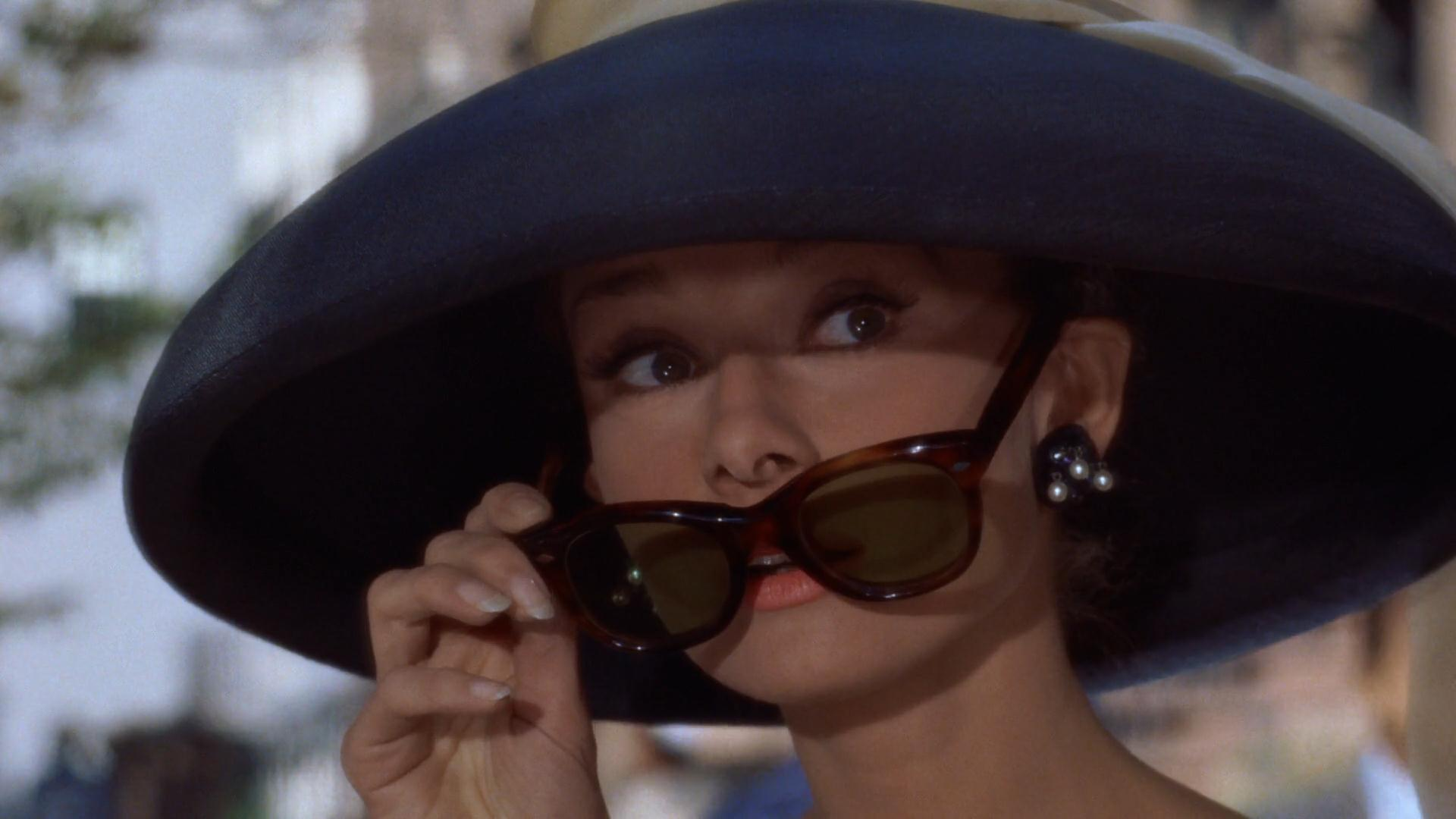
Audrey Hepburn in Breakfast at Tiffany's

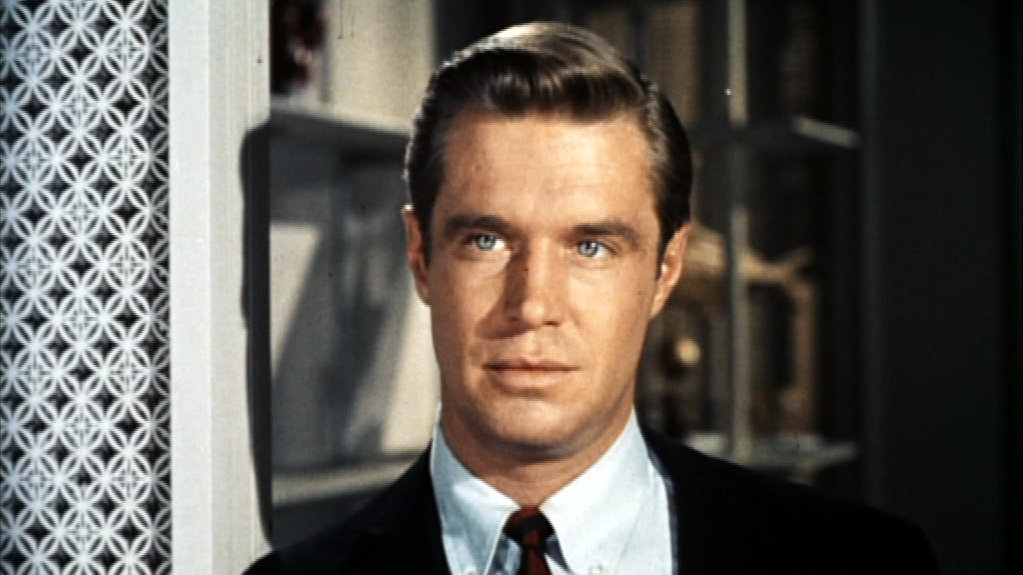
George Peppard in Breakfast at Tiffany's

Breakfast at Tiffany's is een Amerikaanse filmkomedie uit 1961 onder regie van Blake Edwards. Het scenario is gebaseerd op de gelijknamige novelle uit 1958 van de Amerikaanse auteur Truman Capote. De destijds zwaar bekritiseerde titelsong Moon River won een Oscar in de uitvoering van Audrey Hepburn. Ook de soundtrack van Henry Mancini won een Oscar.

## Verhaal
Holly Golightly is een aantrekkelijke vrouw in New York die zich laat onderhouden door meerdere rijke mannen. Ze droomt ervan te winkelen bij de juwelier Tiffany & Co. Een van die mannen die haar onderhouden, is advocaat. Hij gebruikt haar om boodschappen van de crimineel Sally Tomato in de gevangenis Sing Sing door te geven, al beseft ze dat zelf niet. Ze heeft bovendien aldoor ruzie met haar huisbaas. Het enige gezelschap in haar appartement is een kat.
Op een dag krijgt ze een nieuwe bovenbuurman, Paul Varjak. Al gauw blijkt dat hij een schrijver is en dat hij zich laat onderhouden door een vrouw, die hij 2-E noemt.  Holly en Paul worden verliefd op elkaar, maar Holly wil een rijke man aan de haak te slaan en Paul bezit geen stuiver. Ineens duikt Doc Golightly op. Hij blijkt vroeger getrouwd te zijn geweest met jonge Holly, die toen nog Lula Mae heette. Holly wijst hem af, omdat hij niet meer bij haar past.
Paul en Holly groeien almaar dichter naar elkaar toe. Ze gaan zelfs winkelen bij Tiffany's, maar Paul heeft maar net genoeg geld om een namaakring te laten graveren. Holly kan de rijke Braziliaan José aan zich binden. Als ze samen met Paul wordt opgepakt voor haar contacten met Sally Tomato, laat hij haar echter vallen.
Nadat Holly op borg wordt vrijgelaten, volgt een dramatische taxirit waarin Paul en zij ruzie krijgen en ze uit kwaadheid de kat in de stortregen op straat zet. Paul geeft haar de ring en loopt weg om de kat te zoeken. Holly beseft dat Paul de enige is die haar ooit gerespecteerd heeft en barst in huilen uit. Ze komt hem achterna, zoekt de kat. Als ze die gevonden heeft, zoenen Paul en Holly elkaar.

## Rolverdeling
| Acteur                  | Personage         |
| ----------------------- | ----------------- |
| Audrey Hepburn          | Holly Golightly   |
| George Peppard          | Paul Varjak       |
| Patricia Neal           | 2-E               |
| Buddy Ebsen             | Doc Golightly     |
| Martin Balsam           | O.J. Berman       |
| José Luis de Vilallonga | José              |
| John McGiver            | Verkoper          |
| Alan Reed               | Sally Tomato      |
| Dorothy Whitney         | Mag Wildwood      |
| Beverly Powers          | Nachtclubdanseres |
| Stanley Adams           | Rusty Trawler     |
| Claude Stroud           | Sid Arbuck        |
| Elvia Allman            | Bibliothecaresse  |
| Orangey                 | Kat               |
| Mickey Rooney           | Mijnheer Yunioshi |

## Oscars
| Prijs                      | Persoon                                         |
| Beste originele muziek     | Henry Mancini                                   |
| Beste originele nummer     | Henry Mancini Johnny Mercer                     |
| Genomineerd:               |                                                 |
| Beste vrouwelijke hoofdrol | Audrey Hepburn                                  |
| Beste decors               | Hal Pereira Roland Anderson Sam Comer Ray Moyer |
| Beste aangepaste scenario  | George Axelrod                                  |

## Achtergrond
De film betekende de definitieve doorbraak voor Audrey Hepburn. Capote had de hoofdrol aan Marilyn Monroe willen geven maar deze weigerde omdat ze in de rol mogelijk als prostituee gezien zou worden. Ook Kim Novak en Shirley MacLaine weigerden de rol. John Frankenheimer zou de regie op zich nemen maar Hepburn wilde weer niet met hem samenwerken, waarna Blake Edwards de regie ging doen.
Het verhaal werd wel aangepast. Het taalgebruik in het boek werd als te grof gezien voor een Hollywoodfilm en er werd een romantisch einde toegevoegd. Het Japanse personage I.Y. Yunioshi (gespeeld door de blanke Mickey Rooney) leidde tot kritiek, omdat het een racistische karikatuur zou zijn.
In 1966 werd een musicalversie van het verhaal opgevoerd in het Broadway theatre met Mary Tyler Moore en Richard Chamberlain in de hoofdrol.